# Summit County (Colorado)
Summit County je okres ve státě Colorado v USA. K roku 2010 zde žilo 27 994 obyvatel. Správním městem okresu je Breckenridge. Celková rozloha okresu činí 1 604 km².
Oblast má alpinské klima, nejvyšším bodem je Grays Peak (4 352 m n. m.). Na území okresu zasahuje chráněné území Eagles Nest Wilderness. Copper Mountain je významným lyžařským střediskem.
Průměrný příjem na osobu v roce 2011 byl 28 676 $.
Summit County má nejvyšší očekávaný věk dožití ze všech okresů USA: 88 let u žen a 85,5 roku u mužů. Tento rekord je vysvětlován zdravým horským prostředím a vysokou životní úrovní.
Od roku 1992 v okrese vyhrál každé prezidentské volby kandidát Demokratické strany.